# فينشي (شركة)
فينشي، على غرار مستوى المؤسسات (VINCI) ، هو شركة امتيازات والبناء الفرنسية تأسست في عام 1899 كشركة سوسيتيه جنرال . يقع مكتبها الرئيسي في رويل مالمايزون ، في الضواحي الغربية لباريس.  فينشي مدرج في بورصة باريس يورونكست وهو عضو في مؤشر يورو ستوكس 50 .

## ملكية
(اس جي أي) كان يملكها شركة الكهرباء العامة الفرنسية الآن ألكاتل-لوسنت من عام 1966 إلى عام 1984, ثم سان جوبان من 1984 إلى 1988 ، ومن ثم من قبل شركة المياه العامة، الآن فيفندي من عام 1988 إلى عام 2000.
توزيع المساهمين في 31 ديسمبر 2018 على النحو التالي: 
- المستثمرون المؤسسيون خارج فرنسا: 57.7٪
- المستثمرون المؤسسيون داخل فرنسا: 14.7٪
- المساهمين الأفراد - 7.7 ٪
- الموظفين - 9.0 ٪
- قطر القابضة ش.م.م - 3.7٪
- أسهم الخزينة - 7.2٪

## روابط خارجية
- الموقع الرسمي